# The Long Blondes
The Long Blondes – brytyjski zespół grający muzykę z gatunku indie rock, założony w Sheffield, w lutym 2003 roku.
W 2006 roku muzycy podpisali kontrakt z wytwórnią Rough Trade Records i wydali swój pierwszy album - Someone To Drive You Home. 

## Skład
- Emma Chaplin – gitara rytmiczna, instrumenty klawiszowe, chórki
- Dorian Cox – gitara prowadząca, instrumenty klawiszowe
- Reenie Hollis – gitara basowa, chórki
- Kate Jackson – śpiew
- Screech Louder – perkusja

## Dyskografia
- Someone To Drive You Home (2006)
- "Couples" (2008)